# Genovino

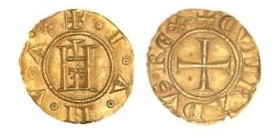
Le genovino Ianua de 1252.

Le genovino est une monnaie d'or émise par la république de Gênes de même valeur que le florin florentin.

## Histoire

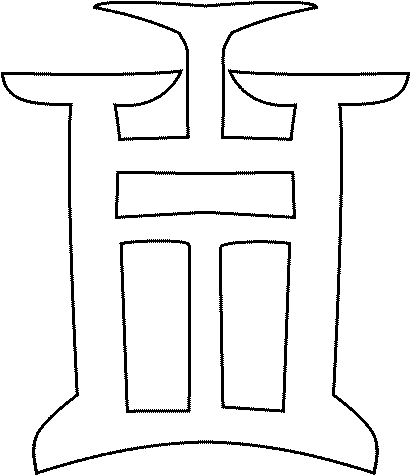
Le château, symbole de la monnaie génoise.

De nouveaux approvisionnements en or  arrivent en Europe occidentale en provenance du Soudan, via les caravanes du Sahara, ce qui permet à Florence et à Gênes d'inaugurer, dès le duecento, la frappe de ces monnaies.
Le genovino est émis à Gênes pour la première fois en 1252, peu avant de la monnaie florentine, et sera  émis jusqu'en  1415. À côté du genovino sont également frappées des valeurs équivalentes à son huitième l'(ottavino) et son quart le (quartarola). Concernant le quartarola, selon Cornelio Desimoni et Lopez, le poids de cette dernière  avait été modelé sur celui d'une monnaie déjà en usage en méditerranée, le tari.
Il a un poids de 3,49 g  de 24 carats et son diamètre est de 20 mm environ. Son avers représente la porte d'un château, typique des monnaies médiévales génoises, et autour l'inscription + I A N U A, c'est-à-dire porte en latin qui résonne comme le nom de la cité, et qui avait été déjà utilisée dans les premières monnaies.
À son revers, une croix pattée entourée par l'inscription CVNRADVS REX, c'est-à-dire  Conrad III de Hohenstaufen qui en 1139 avait accordé à la ville le droit de battre monnaie.  En 1339, avec Simone Boccanegra, premier doge de la République de Gênes, l'indication dogale apparaît avec la dédicace: X DVX IANVENSIVM PRIMVS.